# I-Wolf

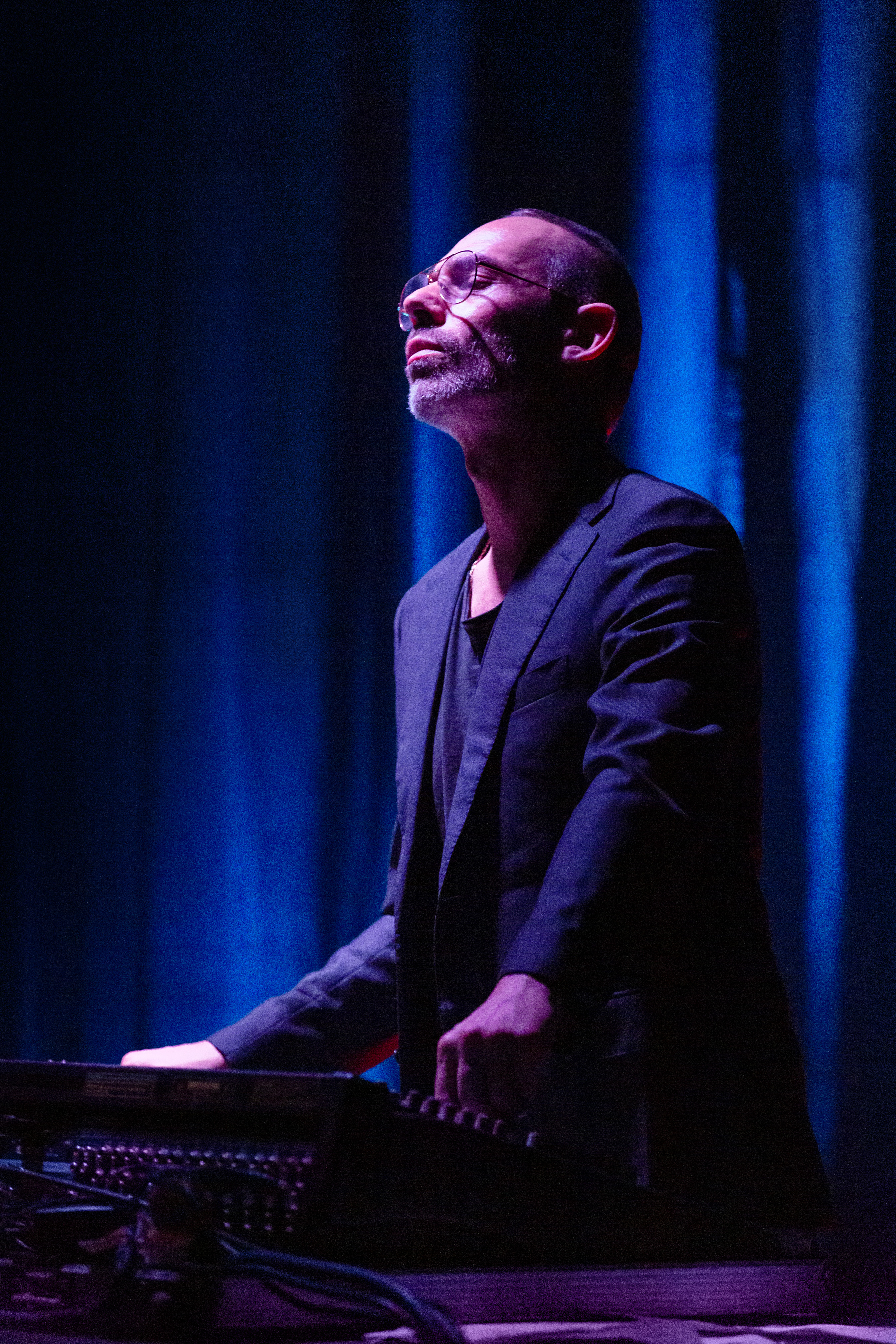
Wolfgang Schlögl (2019)

Wolfgang Schloegl a.k.a. I-Wolf (* 15. April 1972 in Mödling; bürgerlich Wolfgang Schlögl) ist ein österreichischer Musiker aus Wien im Bereich der elektronischen Musik.

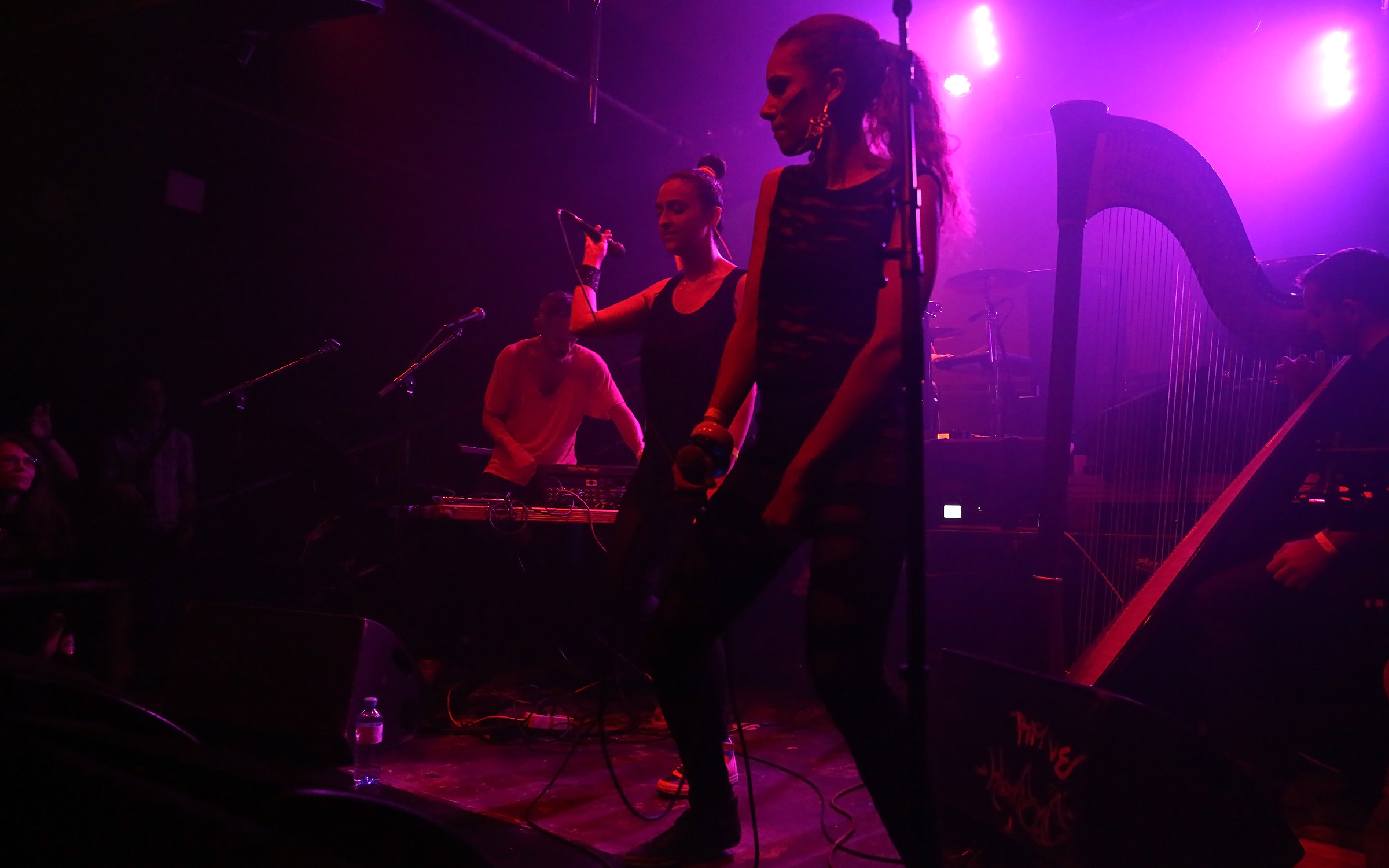
I-Wolf & the Chainreactions (Waves Vienna 2013)

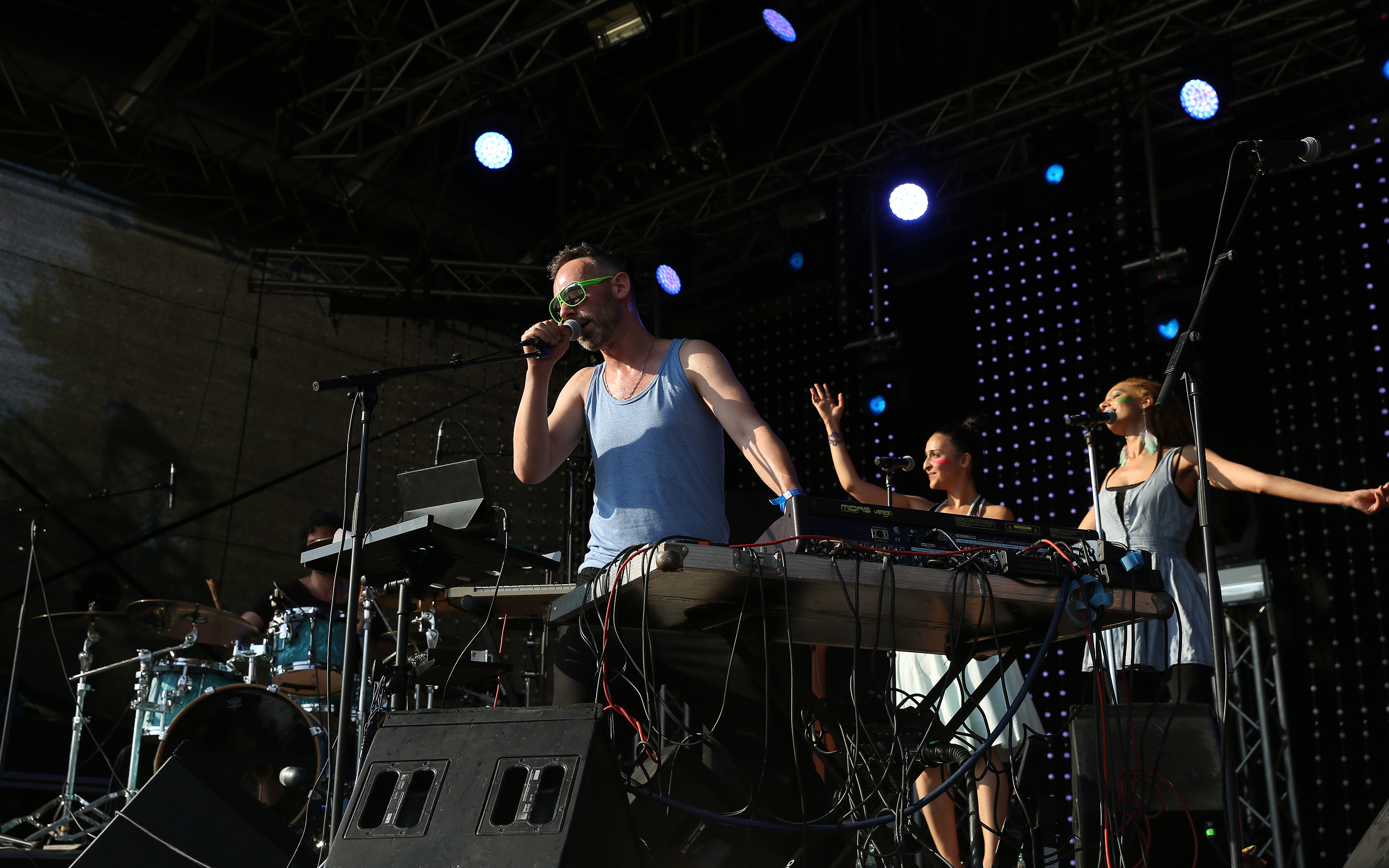
I-Wolf & the Chainreactions (Donauinselfest 2014)

Bekannt wurde er mit der Band Sofa Surfers. 2002 startete er daneben auch eine Solokarriere. Mit dem Album I-Wolf Presents Soul Strata war er ab dem 20. April 2003 drei Wochen in den österreichischen Charts vertreten und erreichte eine Bestplatzierung auf Rang 68. 2004 gründete er zusammen mit Hansi Lang und Thomas Rabitsch, bei Livekonzerten verstärkt um Andy Bartosh, die Gruppe The Slow Club. Mit Franz Reisecker entstand 2012 das Band-Projekt Paradies der Tiere. Neben diesen Band- und Soloprojekten arbeitet er auch immer wieder mit verschiedenen Musikern aus Österreich und dem Ausland zusammen (etwa Attwenger, Bee Pop, The Faraday Orchestra oder Hipnotica). Seit 2003 ist Schlögl verstärkt im Bereich Theatermusik für verschiedene Wiener Theater tätig. Im Sommer 2013 veröffentlichte er mit seiner neuen Band I-Wolf & The Chainreactions zwei Alben auf dem österreichischen Label seayou records.

## Diskografie
- 2002: Positivity
- 2003: Fallin’
- 2003: Presents Soul Strata – Be My Light
- 2003: Soul Strata
- 2004: Meet The Babylonians
- 2011: Caught in the Act – überarbeitete Aufnahmen von Auftragsarbeiten für Theater- und Tanzbühnen
- 2012: Team Tool Time: Bee Pop
- 2013: Flesh and Blood
- 2013: Skull and Bones

I-Wolf & The Chainreactions
- 2013: Flesh+Blood und Skull+Bones
- 2019 I-Wolf, Raon - Baumgarten - Seayou Records
- 2022 Zeiner, I-Wolf - Magic Wall - Seayou Records
- 2024: Nick Hanzo, I-Wolf - Disco Amor - Fortunea Records